# Bot'o Paspalanov
Bot'o Paspalanov (in bulgaro Ботьо Паспаланов?; 1943) è un ex cestista bulgaro.

## Carriera
Con la Bulgaria ha disputato due edizioni dei Campionati europei (1965, 1971).